# Paratrechina vagabunda
Paratrechina vagabunda är en myrart som beskrevs av Motschoulsky 1863. Paratrechina vagabunda ingår i släktet Paratrechina och familjen myror. Inga underarter finns listade i Catalogue of Life.